# Inci Lulu Pamuk
Inci Lulu Pamuk (1970) is een Nederlands actrice, presentatrice en cabaretière van Turkse afkomst.

## Biografie
In 1992 richtte Pamuk Turkish Delight Theatre Productions op. Hierin vormde ze samen met Nilgun Yerli een duo. Met Turkish Delight speelde ze per jaar zo'n 150 optredens. Na Turkish Delight richtte ze in 2001 Hassan's Angels op. In deze cabaretgroep werkte ze samen met Elvan Akyildiz, ook in Turkije geboren, en Charlotte Lap. In 2007 vertrok Charlotte Lap en werd Hassan's Angels een duo. 
In 2003 was Pamuk te zien in In de schaduw van mijn vader van theater Rast. In 2009 had ze diverse rollen in de komische programmaserie Harirah van de VPRO.